# Challand-Saint-Victor
Challand-Saint-Victor là một đô thị tại vùng tự trị thung lũng Aosta phía bắc Ý. Đô thị này có diện tích 25 km², dân số thời điểm 31 tháng 12 năm 2006 là 599 người..
Đô thị này có làng trực thuộc: Targnod, Villa, Nabian, Sizan, Isollaz, Chatagnaire, Viran, Abaz, Vervaz, Champeille.
Đô thị này giáp các đô thị sau: Arnad, Challand-Saint-Anselme, Emarèse, Issime, Montjovet, Verrès.

## Biến động dân số
| Allein • Antey-Saint-André • Aoste • Arnad • Arvier • Avise • Ayas • Aymavilles • Bard • Bionaz • Brissogne • Brusson • Challand-Saint-Anselme • Challand-Saint-Victor • Chambave • Chamois • Champdepraz • Champorcher • Charvensod • Châtilon • Cogne • Courmayeur • Donnas • Doues • Emarèse • Etroubles • Fontainemore • Fénis • Gaby • Gignod • Gressan • Gressoney-La-Trinité • Gressoney-Saint-Jean • Hône • Introd • Issime • Issogne • Jovençan • La Magdeleine • La Salle • La Thuile • Lillianes • Montjovet • Morgex • Nus • Ollomont • Oyace • Perloz • Pollein • Pont-Saint-Martin • Pontboset • Pontey • Pré-Saint-Didier • Quart • Rhêmes-Notre-Dame • Rhêmes-Saint-Georges • Roisan • Saint-Christophe • Saint-Denis • Saint-Marcel • Saint-Nicolas • Saint-Oyen • Saint-Pierre • Saint-Rhémy-en-Bosses • Saint-Vincent • Sarre • Torgnon • Valgrisenche • Valpelline • Valsavarenche • Valtournenche • Verrayes • Verres • Villeneuve |